# Mali Jadrč
 Mali Jadrč  falu Horvátországban, a Tengermellék-Hegyvidék megyében. Közigazgatásilag  Vrbovskóhoz tartozik.

## Fekvése
Fiumétól 59 km-re keletre, községközpontjától 9 km-re északkeletre fekszik.

## Története
A településnek 1857-ben 192, 1910-ben 154 lakosa volt. Trianonig Modrus-Fiume vármegye Vrbovskói járásához tartozott. 2011-ben 36 lakosa volt.

## Lakosság
| Lakosság változása | Lakosság változása | Lakosság változása | Lakosság változása | Lakosság változása | Lakosság változása | Lakosság változása | Lakosság változása | Lakosság változása | Lakosság változása | Lakosság változása | Lakosság változása | Lakosság változása | Lakosság változása | Lakosság változása | Lakosság változása |
| ------------------ | ------------------ | ------------------ | ------------------ | ------------------ | ------------------ | ------------------ | ------------------ | ------------------ | ------------------ | ------------------ | ------------------ | ------------------ | ------------------ | ------------------ | ------------------ |
| 1857               | 1869               | 1880               | 1890               | 1900               | 1910               | 1921               | 1931               | 1948               | 1953               | 1961               | 1971               | 1981               | 1991               | 2001               | 2011               |
| 192                | 199                | 206                | 209                | 179                | 154                | 158                | 131                | 128                | 117                | 85                 | 98                 | 62                 | 87                 | 38                 | 36                 |